# Journée internationale pour l'élimination des violences faites aux travailleurs du sexe
La journée internationale pour l'élimination des violences faites aux travailleurs du sexe est célébrée le 17 décembre et soutenue par l'Organisation des Nations unies.
Le choix du 17 décembre date de 2003 lorsque le Dr Annie Sprinkle commence le Sex Workers Outreach Project USA et organise une veille pour la mémoire des victimes de Gary Ridgway. Depuis, le 17 décembre est devenu une journée internationale de protestation contre les violences faites aux travailleurs du sexe et de mémoire pour les victimes.

## Symbole du parapluie rouge
Le parapluie rouge est devenu un symbole important pour la lutte pour les droits des travailleurs du sexe. Il a été utilisé pour la première fois en 2001, à Venise, dans le cadre de la 49e Biennale de Venise. Les travailleurs du sexe ont aussi fait une manifestation de rue, la marche des parapluies rouges, pour protester contre les conditions de travail inhumaines qui leur sont imposées. En 2005, le Comité international des travailleurs du sexe en Europe a adopté le parapluie rouge comme un symbole de la résistance contre les discriminations.